# Molí de Viladecans
El Molí de Viladecans és un molí de Sant Boi de Lluçanès (Osona) inclòs a l'Inventari del Patrimoni Arquitectònic de Catalunya.

## Descripció
Es tracta d'una construcció formada per dos cossos de planta rectangular. L'un té dues plantes i els murs de pedra sense gaire morter amb teulat a un sol vessant, mentre que el segon, adossat en una de les façanes del primer, té tres plantes aprofitant el desnivell del terreny i presenta en llurs murs pedres irregulars amb poc de morter. Les obertures d'aquest són d'arc rebaixat i emmarcades amb maons a diferència de la primera construcció, on són amb llindes de pedra.

## Història
La seva estructura mostra dues construccions diferents. La primera correspon a la construcció del segle xviii, un edifici senzill amb la teulada a una sola vessant (almenys pel que fa a la part que es conserva) i les obertures amb llindes, muntants i ampits de pedra. La segona construcció correspon a un edifici cobert a dues vessants i seria la part més moderna de la construcció com així consta a la llinda de la porta: "J.V. 1914".